# Mordheim
Mordheim – figurkowa gra bitewna fantasy brytyjskiej firmy Games Workshop.
Akcja gry osadzona jest w imperialnym mieście Mordheim, w roku 2000, około 500 lat przed wydarzeniami Warhammera. W owym czasie Imperium było rozdarte – zostało wyniszczone wojnami domowymi, tron Imperatora stał pusty, a różne potęgi walczyły o władzę. W roku 1999 dostrzeżono na niebie kometę o dwóch ogonach, symbol Sigmara. Astronomowie przepowiedzieli, że upadnie ona w stolicy hrabstwa Ostermark, Mordheim, gdzie znajdował się klasztor Sióstr Sigmara. Miało to być zwiastunem powrotu patrona Imperium, który miał przywrócić tym ziemiom dawną chwałę i wprowadzić je w okres rozkwitu. Wkrótce podróżnicy przepełnili Mordheim, co doprowadziło do rozkwitu bezprawia. Obywatele miasta szybko ulegli degeneracji i rozpuście, poddając się pokusom i pogrążając się w anarchii. Im bliżej było do uderzenia komety, tym więcej ludzi ściągało ku Mordheim, a sytuacja pogarszała się z dnia na dzień. Ludzie ulegli deprawacji, demony krążyły po ulicach mieszając się z tłumem, a dzieci Chaosu i zepsucia posiadły dusze mieszkańców miasta.
Kometa spadła 31 grudnia, lecz nie było to przybycie Sigmara, jak przepowiadano. Meteor uderzył w miasto, niszcząc jego większą część i zabijając tych, którzy przybyli, aby ujrzeć przybycie boga. Mówiono, że Sigmar zmiażdżył tych, których uznał za niegodnych. Mordheim pogrążyło się w strachu i paranoi. Ze wszystkich mieszkańców Mordheim jedynie Siostry Sigmara były przygotowane na katastrofę. Wieszczka Cassandora przepowiedziała katastrofę, a Dziewice Sigmara podczas swojego nocnego czuwania usłyszały brzmiący głos, który powiedział, że będą bezpieczne w swoim klasztorze położonym wysoko nad miastem. Wkrótce zaczęły rozprzestrzeniać się plotki o tajemniczym kamieniu, którego kawałki rozproszone są po całym mieście. Zwano go „Wyrdstone” i ceniono za różne właściwości i przydatność w przygotowaniu mikstur. Odkryto, że różne frakcje zapłacą astronomiczne sumę za choćby kawałek tego kamienia. Z tego powodu do Miasta Potępionych, jak zaczęto nazywać Mordheim po upadku komety, zaczęły napływać bandy mające nadzieję na znalezienie cennej skały i szybkie wzbogacenie się…
Po wielkiej wojnie z chaosem Magnus Pobożny zrównał ruiny Mordheim z ziemią, a nazwę tego niegdyś potężnego miasta kazał usunąć z wszelkich kronik raz na zawsze.

## Nazwa
W języku niemieckim Mordheim oznacza dom zabójstwa. Tytuł niemieckiego wydania gry brzmi „Mortheim” w celu uniknięcia pierwotnego znaczenia wyrazu.

## Gra
„Mordheim” jest prostym systemem skirmishowym posiadającym również opcję kampanii. Bandy zdobywają doświadczenie i ekwipunek podobnie do tego, jak odbywa się to w grach fabularnych.
Fani gry stworzyli kilka alternatywnych ustawień (ang. setting) pozwalających graczom walczyć w innych częściach Starego Świata, np. Albion, Athel Loren, Karak Azgal – Battles Underground, Khemri – Land of the Dead, Lustria – Cities of Gold, Mousillon, Sylvania, Araby – Relics of the Crusades. Używają one zwykłych zasad „Mordheim” z pewnymi modyfikacjami. Oprócz tego tworzą oni nowe bandy i zmieniają te już istniejące, próbując wprowadzić do gry powiew świeżości.

## Bandy Mordheim
Każdy uczestnik zabawy przejmuje dowodzenie nad jedną z band. W jednej bandzie jest zwykle od kilku do kilkunastu jednostek. Każda opisana 10 cechami (Ruch, Umiejętności Walki, Umiejętności Strzeleckie, Siła, Odporność, Żywotność, Inicjatywa, Ataki, Cechy Przywódcze), oraz umiejętnościami (właściwymi dla danej postaci). Każda postać w grze jest unikatowa. Jej ekwipunek należy zaznaczyć na figurce, przez co nie istnieją dwa identyczne modele w tej grze.
Oryginalne bandy z Mordheim Rulebook:
- Reiklanders – Reikland
- Middenheimers – Middenheim
- Marienburgers – Marienburg
- Cult of the Possessed – Kult Opętanych
- Witch Hunters – Łowcy Czarownic
- The Sisters of Sigmar – Siostry Sigmara
- The Undead – Nieumarli
- Skaven Clan Eshin – Skaveny Klanu Eshin

Później opublikowane oficjalne bandy Mordheim:
- Dwarf Treasure Hunters (The Annual) – Krasnoludzcy Poszukiwacze Skarbów
- Orcs and Goblins (The Annual) – Orki i Gobliny
- Averlanders (The Annual) – Averland
- Ostlanders (The Annual) – Ostland
- Kislevites (The Annual) – Kislev
- Beastmen (Empire in Flames) – Zwierzoludzie
- Carnival of Chaos (Empire in Flames) – Karnawał Chaosu

Później opublikowane nieoficjalne bandy Mordheim:
- Amazonki (TC 15, TC 18)
- Bretońscy Rycerze (TC 8)
- Ciemne Elfy (TC 10)
- Jaszczuroludzie (TC 11)
- Norsi (TC 13)
- Piraci (TC 9, TC 34)
- Gladiatorzy (TC 21)
- Wojownicy Cienia (The Annual)
- Banici z lasu Striwood (TC 29)
- Strażnicy Grobowców (TC 18)

Prócz istot będących integralną częścią bandy mogą do niej dołączyć także inne postacie:
Najemne Ostrza – są to jednostki, które wynajmują swoje usługi za określoną liczbę złotych koron, odpowiednik Regiments of Renown czy Dogs of War w Warhammerze – najemnicy, do których należą:
- Ogr Ochroniarz
- Gladiator
- Elficki Zwiadowca
- Czarnoksiężnik
- Krasnoludzki zabójca Trolli
- Błędny Rycerz
- Halfling Zwiadowca
- Imperialny Zabójca
- Tileański Strzelec
- Łowca Bestii
- Rozbójnik
- Strażnik Dróg
- Arabski Kupiec
- Elficki Mag
- Kislevicki Zwiadowca
- Halfling Zlodziej
- Krasnoludzki poszukiwacz skarbów

Dramatis Personae – Warhammerowe Postacie Specjalne.
- Johann the Knife – rzezimieszek lubiący bawić się nożem
- Bertha Bestraufung – pobożna Sigmarytka
- Aenur – tajemniczy Elf
- Veskit – przerażające dzieło Skaveńskiej inżynierii
- Ulli i Marquand – bezlitosna para zabijaków
- Marianna – pólwampir polujący na Wampiry
- Nicodemus – „największy” mag Imperium.